# Himno de Neiva
El Himno de Neiva, como se conoce al himno oficial de la ciudad de Neiva, fue compuesto por los sacerdotes salesianos Alfonso Arboleda Méndez y Andrés Rosa Summa, autores de la letra y música respectivamente.
La canción resultó ganadora de un concurso realizado con motivo de la celebración del IV centenario de la primera fundación de la ciudad, el 8 de diciembre de 1939, por el gobierno municipal, pero no fue sino en 1997 cuando se decretó como himno oficial de la ciudad.

## Letraoficial
Coro
Hoy a Neiva cantad corazones
y encendido vibrad en su honor;
que ha guardado con fe tradiciones
y de Dios y la Patria el honor.
I
En tu reino la inmensa llanura
no te yergues con noble altivez;
mil cantares el río te murmura
cuando pasa besando tus pies.
II
Tierra buena y gentil; quién me diera
elevar hasta ti mi canción
con el estro feliz de Rivera,
tierra buena, gentil promisión.
III
En tu suelo la sangre palpita
de tus hijos, egregia ciudad,
que nos dieron  la herencia bendita,
con su vida feliz libertad.